# قلات خواجه احمد انصاری
قلات خواجه احمد انصاری مربوط به دوران‌های تاریخی پس از اسلام است و در جاده نیریز به‌آباده طشک، مجاور بقعه خواجه احمدانصاری واقع شده و این اثر در تاریخ ۲۲ تیر ۱۳۷۹ با شمارهٔ ثبت ۲۷۵۱ به‌عنوان یکی از آثار ملی ایران به ثبت رسیده است.